# Indische Badmintonmeisterschaft 1949/50
Die Indische Badmintonmeisterschaft der Saison 1949/50 fand in Kalkutta statt. Es war die 14. Austragung der nationalen Titelkämpfe im Badminton in Indien. 	

## Titelträger
| Disziplin    | Sieger                     |
| ------------ | -------------------------- |
| Herreneinzel | Devinder Mohan             |
| Dameneinzel  | Pearl Goss                 |
| Herrendoppel | Dattu Mugwe Bala V. Ullal  |
| Damendoppel  | Acharya Sheila Tambe       |
| Mixed        | George Lewis Novina George |